# Tal Rabin
Pour les articles homonymes, voir Rabin (homonymie).
Tal Rabin (hébreu: טל רבין, née en 1962) est une informaticienne et cryptologue israélienne, elle dirige le groupe de recherche sur la cryptographie, au centre de recherche Thomas J. Watson d'IBM.

## Biographie
Tal Rabin est née dans le Massachusetts et a grandi à Jérusalem en Israël. Enfant, elle aimait résoudre des énigmes et jouer à des jeux de stratégie. Son père, Michael Rabin, est un célèbre chercheur en informatique qui est responsable de nombreuses avancées dans les domaines de la compilation et de la cryptographie. Elle et son père ont co-écrit un livre ensemble. Elle est la mère de deux filles.

## Carrière
En 1986, elle a obtenu son baccalauréat ès sciences à l'université hébraïque de Jérusalem. Elle a continué ses études avec une maîtrise ès sciences (1988) et un doctorat (1994) à l'université hébraïque sous la supervision du Pr Michael Ben Or. De 1994 à 1996, elle bénéficie d'une bourse de la Fondation nationale pour la science et effectue son stage postdoctoral au Massachusetts Institute of Technology (MIT). Elle a ensuite rejoint le groupe de recherche sur la cryptographie au centre de recherche Thomas J. Watson d'IBM, groupe dont elle est devenue chef en 1997.
Les recherches de Rabin se concentrent sur la cryptographie et la sécurité des réseaux, plus précisément la conception d'algorithmes de chiffrement efficaces et sûrs. En outre, elle étudie la sécurité des protocoles distribués et les fondements théoriques de la cryptographie, ainsi que la théorie des nombres et la théorie des algorithmes et des systèmes distribués. Elle a co-écrit plus de 100 articles. Elle a également enregistré cinq brevets aux Etats-Unis.
Ses recherches se concentrent sur les moyens de rendre les communications sur l'internet plus sûres. Ses travaux les plus cités dans ce domaine concernent la conception de schémas de signature numérique, qui sont largement utilisés, entre autres applications, dans des protocoles de communication sécurisée sur le web. Un autre accent est mis sur un schéma différent de communications cryptées appelé secret réparti. Une grande partie de son travail sur ces sujets est effectuée en collaboration avec Rosario Gennaro et Hugo Krawczyk.
Rabin est membre des comités de beaucoup de grandes conférences de cryptographie, dont la Theory of Cryptography Conference (en) (TCC), l'Annual International Cryptology Conference (CRYPTO), la conférence PKC (en) et Eurocrypt. Elle a été membre du conseil du Computing Community Consortium (en) de 2013 à 2016, membre du comité exécutif du Special Interest Group on Algorithms and Computation Theory (SIGACT) de 2012 à 2015 et membre du comité de rédaction de la revue Journal of Cryptology.
Rabin est une des fondatrices et organisatrices du Women in Theory Workshop, un événement biennal à destination des étudiants diplômés en informatique théorique.
Elle est également impliquée dans des activités pour rendre le domaine du chiffrement plus accessible au grand public. En 2011, elle a pris part au World Science Festival, un événement de vulgarisation scientifique qui s'est tenu à New York. En 2014, elle a participé à un événement similaire, la WNYC Science Fair.

## Prix et distinctions
Depuis 2016, Tal Rabin est membre de l'Académie américaine des arts et des sciences (AAAS). En 2015 elle est devenue fellow de l'Association internationale pour la recherche cryptologique.
En 2014 elle est lauréat du prix pour femmes visionnaires de l’Institut Anita Borg pour l'innovation par l'Institut Anita Borg et en 2014 elle a été élue l'une des 22 femmes ingénieurs les plus puissantes dans le monde par Business Insider.